# Tekstilac Bijelo Polje
Fudbalski Klub Tekstilac Bijelo Polje (Фудбалски Клуб Текстилац Бијело Поље) – czarnogórski klub piłkarski z siedzibą w Bijelo Polje, działający w latach 1962–2014. Po sezonie 2013/14 klub wycofał się z rozgrywek Trećej ligi.

## Stadion
Klub rozgrywał swoje mecze domowe na stadionie Stadion Gradski w Bijelo Polje, który mógł pomieścić 4 tys. widzów.

## Sezony
| Sezon                          | Liga                                                         | Poziom | Miejsce |
| Federalna Republika Jugosławii |                                                              |        |         |
| 2001/02                        | Crnogorska liga                                              | III    | 17      |
| 2002/03                        | Crnogorska regionalna liga – Severna regija (grupa północna) | IV     | 1       |
| Serbia i Czarnogóra            |                                                              |        |         |
| 2003/04                        | Crnogorska regionalna liga – Severna regija (grupa północna) | IV     | ?       |
| 2004/05                        | Treća crnogorska liga – Severna regija (grupa północna)      | IV     | ?       |
| 2005/06                        | Treća crnogorska liga – Severna regija (grupa północna)      | IV     | ?       |
| Czarnogóra                     |                                                              |        |         |
| 2006/07                        | Treća liga – Severna regija (grupa północna)                 | III    | 1       |
| 2007/08                        | Druga liga                                                   | II     | 12      |
| 2008/09                        | Treća liga – Severna regija (grupa północna)                 | III    | 3       |
| 2009/10                        | Treća liga – Severna regija (grupa północna)                 | III    | 4       |
| 2010/11                        | Treća liga – Severna regija (grupa północna)                 | III    | 8       |
| 2011/12                        | Treća liga – Severna regija (grupa północna)                 | III    | 6       |
| 2012/13                        | Treća liga – Severna regija (grupa północna)                 | III    | 3       |
| 2013/14                        | Treća liga – Severna regija (grupa północna)                 | III    | 6       |

 * W wyniku przeprowadzonego 21 maja 2006 referendum niepodległościowego zadeklarowano zerwanie dotychczas istniejącej federacji Czarnogóry z Serbią (Serbia i Czarnogóra). W związku z tym po sezonie 2005/06 wszystkie czarnogórskie zespoły wystąpiły z lig Serbii i Czarnogóry, a od nowego sezonu 2006/07 Tekstilac Bijelo Polje przystąpił do rozgrywek Trećiej crnogorskiej ligi.

## Sukcesy
- mistrzostwo Trećej crnogorskiej ligi (1): 2007 (awans do Drugiej crnogorskiej ligi, po wygranych barażach).
- mistrzostwo Crnogorskiej regionalnej ligi (IV liga) (1): 2003 (brak awansu do Crnogorskiej ligi, po przegranych barażach).